# بلو فالي (إلينوي)
بلو فالي (بالإنجليزية: Bull Valley)‏ هي مستوطنة تقع في الولايات المتحدة في إلينوي. يقدر عدد سكانها بـ 1,077 نسمة .

## الموقع الجغرافي
الموقع الجغرافي للمناطق المحيطة بهذه النقطة هو كالتالي: